# Lemnisch

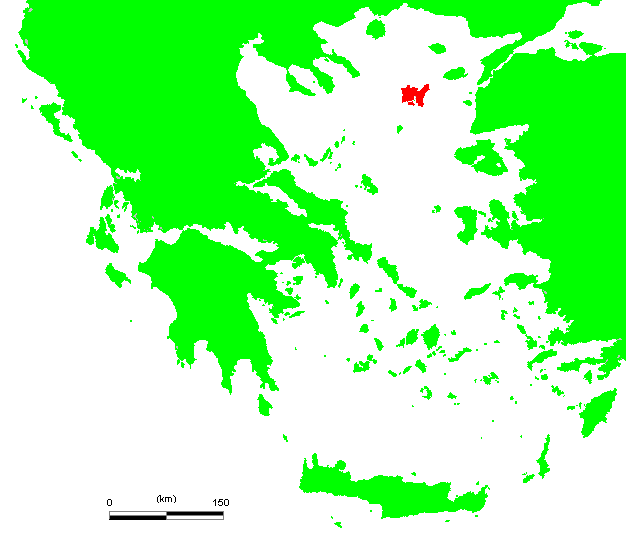
Het Lemnische taalgebied.

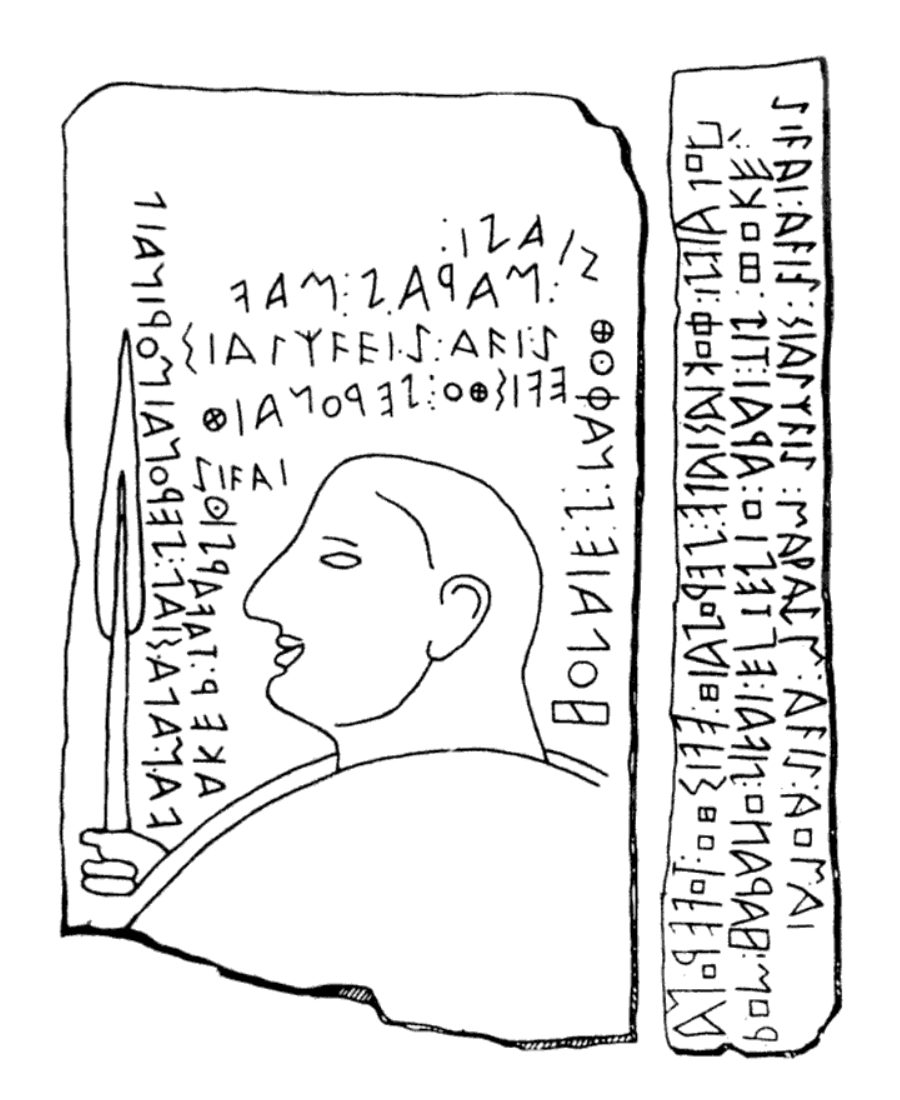
Tekening van de Stele van Kaminia (6e eeuw v.C.). Het stuk bevindt zich nu in het Nationaal Museum van Athene.

Het Lemnisch was een taal die vóór 500 v.C. gesproken werd op het eiland Lemnos in de noordelijke Egeïsche Zee.
Het Lemnisch is, behalve op enkele ostraka, met name overgeleverd op een stele afkomstig uit Kaminia. Deze grafsteen dateert uit de 6e eeuw v.C. en beeldt de overledene en profil in wapenrusting af. Om de figuur op de zijkant van de steen bevindt zich een inscriptie in het Lemnisch. Interessant is dat het Lemnisch sterke overeenkomsten vertoont met het Etruskisch. Tegenwoordig zijn de meeste geleerden het erover eens dat beide talen nauw aan elkaar verwant zijn. Sinds deze ontdekking neemt de Stele van Kaminia een belangrijke plaats in het debat over de etnische formatie van de Etrusken in (zie aldaar). Opmerkelijk is de overeenkomst in uitgang en getal, vergelijk:
| Stele van Kaminia | Etruskisch    | Vertaling         |
| ----------------- | ------------- | ----------------- |
| avis sialχvis     | avils σealχls | zestig jaar (oud) |

Het Lemnisch werd geschreven met letters van het (vermoedelijk Euboeïsche) Griekse alfabet en kende net als het Etruskisch geen b, d, en g. De taal was geen Indo-Europese taal en wordt veelal ingedeeld bij de Tyrreense taalgroep, net als het Etruskisch.
Na de Atheense verovering van Lemnos ca. 500 v.C. werd het Grieks geïntroduceerd en verdween het Lemnisch.